# لیام ده یانگ
لیام ده یانگ (انگلیسی: Liam de Young؛ زادهٔ ۱۰ دسامبر ۱۹۸۱) بازیکن هاکی روی چمن اهل استرالیا است که در مسابقات کشوری و بین‌المللی در مجموع برندهٔ ۸ مدال طلا، ۲ مدال برنز شده‌است. ده یانگ اهل بری پارک، کوئینزلند است. او در دبیرستان ایالتی پاین ریورز تحصیل کرد. سپس  به پرت استرالیای غربی رفت تا بتواند بیشتر در اختیار تیم ملی باشد. 